# ITV (cadena de televisión)
ITV es una cadena de televisión del Reino Unido, que pertenece de forma mayoritaria a ITV plc, compañía resultante de la fusión entre Granada plc y Carlton Communications en 2004, y que posee todas las licencias de emisión en Inglaterra, Gales, la frontera anglo-escocesa y la Isla de Man. ITV plc utiliza la marca ITV para el servicio de Channel 3 en esas áreas. Además, también está compuesta por STV (Escocia) y UTV (Irlanda del Norte), que emiten los mismos programas, pero poseen sus propias marcas en sus respectivas zonas. 
Sus canales son ITV1, ITV2, ITV3, ITV4, CITV e ITV Quiz. Se trata de una de las pocas compañías de televisión privada pertenecientes a la Unión Europea de Radiodifusión por haber ingresado en la organización antes de la reforma que vetó la entrada a las televisiones privadas en ella.
ITV fue -durante cuatro décadas- una red de empresas independientes que prestaban servicios de televisión regionales y también compartían programas entre sí para emitirlos en toda la red. Al principio, cada franquicia pertenecía a una empresa distinta. Tras varias fusiones, las quince franquicias regionales pertenecen actualmente a dos empresas: ITV plc, que gestiona el canal ITV1 y el canal UTV - ahora bajo la marca ITV1, y STV Group, que gestiona el canal STV.
La cadena ITV es una entidad independiente de ITV plc, la empresa resultante de la fusión de Granada plc y Carlton Communications en 2004. ITV plc es titular de las licencias de emisión de Channel 3 para todas las regiones, excepto para el centro y el norte de Escocia, que están en manos de STV Group.
En la actualidad, ITV plc se limita a encargar la programación de la cadena de forma centralizada: los programas los realizan su propia filial ITV Studios y productoras independientes. La programación regional se mantiene en los informativos y algunas series de actualidad.
En Irlanda del Norte, ITV plc utilizó la marca UTV como nombre de la cadena, hasta que the ITV channel pasó a llamarse ITV1; sin embargo, sigue utilizándose para la programación local que se emite aquí. Este era el nombre utilizado por el antiguo propietario UTV Media (ahora conocido como Wireless Group). ITV plc compró UTV en 2016.
Aunque la historia de la cadena ITV se remonta a 1955, muchas franquicias regionales cambiaron a lo largo de los años. Algunos de los nombres más importantes del pasado de la cadena -en particular Thames, ABC y ATV- no tienen relación con la cadena moderna.

## Organización
Al contrario que otras cadenas de televisión en el Reino Unido, ITV no pertenece a una sola compañía. La Ofcom otorga quince licencias para ofrecer servicios regionales de Channel 3 en varias áreas del país. Existe además una franquicia nacional separada para las emisiones matinales entre las 6:00 y 9:25 de la mañana (GMTV), y dos franquicias en Londres bajo el nombre ITV London que legalmente están separadas: una para días laborables y otra para los fines de semana. Los últimos cambios realizados en el sistema zonal de licencias datan de 1991, y desde entonces éstas van siendo renovadas. Además de GMTV, la otra franquicia nacional corresponde al servicio de teletexto.
Además de ITV plc, que posee la mayor parte de las licencias, el norte y centro de Escocia reciben servicio de STV. En Irlanda del Norte el servicio de televisión es ofrecido por UTV, mientras que en las Islas del Canal cuentan con Channel Television (bajo el nombre de ITV1).

### Servicio público
La garantía de que el tercer canal esté disponible en analógico y digital conlleva una responsabilidad, en forma de emisiones de servicio público, que también se pide a la BBC, Channel 4 y Five. Tanto ITV como GMTV deben emitir noticias de servicio, programación independiente y europea, espacios infantiles y religiosos, así como garantizar subtitulado y audiodescripción. Además, las estaciones de Channel 3 deben emitir espacios electorales gratuitos de los partidos políticos durante periodo de elecciones, y retransmitir algunos actos políticos especiales como los presupuestos.
Todas las compañías con franquicia son miembros de ITV Network Limited. Es la organización que se encarga de organizar la programación de la cadena y sus horarios. ITV plc, que posee once de las quince licencias, es la que domina ese organismo. La mayor parte de la programación es producida por ITV Productions, y un mínimo del 25% está realizado por organizaciones independientes. A todo esto se suma la emisión de unos informativos nacionales proporcionados por una empresa común (habitualmente ITN, del cual ITV es propietaria del 40% de sus acciones).

## Organización (otras redes)
La red ITV no es propiedad ni está gestionada por una sola empresa, sino por una serie de licenciatarios, que prestan servicios regionales a la vez que emiten programas en toda la red. Desde 2016, las quince licencias están en manos de dos empresas, con la mayoría en manos de ITV Broadcasting Limited, parte de ITV plc.
La red está regulada por el organismo regulador de los medios de comunicación Ofcom, que es responsable de la concesión de las licencias de emisión. La última gran revisión de las franquicias de Canal 3 se produjo en 1991, habiéndose renovado las licencias de todos los operadores entre 1999 y 2002 y de nuevo a partir de 2014 sin que se produjera un nuevo concurso. Aunque este ha sido el periodo más largo que la cadena ITV ha pasado sin una gran revisión de sus titulares de licencias, Ofcom anunció (tras una consulta) que dividiría la licencia Wales and West a partir del 1 de enero de 2014, creando una licencia nacional para Gales y uniendo la recién separada región Oeste a Westcountry Television, para formar una nueva licencia para la región ampliada del suroeste de Inglaterra.
Todas las empresas titulares de una licencia formaban parte del organismo sin ánimo de lucro ITV Network Limited, que encargaba y programaba la programación de la cadena, y de cuyo cumplimiento se encargaban anteriormente ITV plc y Channel Television. Sin embargo, debido a la fusión de varias de estas empresas desde la creación de ITV Network Limited (y dado que Channel Television es ahora propiedad de ITV plc), se ha sustituido por un sistema de afiliación.  Aprobado por Ofcom, esto se traduce en que ITV plc encarga y financia la programación de la cadena, y STV y UTV pagan un canon por emitirla.  Todos los titulares de licencias tienen derecho a renunciar a la programación de la cadena (excepto a los boletines de noticias nacionales), pero, a diferencia del sistema anterior, no recibirán ningún reembolso por hacerlo. Antes de que se introdujera el sistema de afiliación, STV renunciaba con frecuencia (y a veces de forma controvertida) a varios programas populares de la cadena, como la emisión original de la primera serie de Downton Abbey, alegando la necesidad de ofrecer más contenidos escoceses a sus espectadores. 
Como servicio público de radiodifusión, la cadena ITV está obligada a emitir programas de importancia pública, como noticias, actualidad, programas infantiles y religiosos, así como emisiones electorales en nombre de los principales partidos políticos y acontecimientos políticos, como los Presupuestos. La cadena también debe producir programas accesibles con subtítulos, señas y audiodescripción. A cambio de esta programación, la cadena ITV está disponible en todas las plataformas de forma gratuita y puede encontrarse en la parte superior de la EPG de todos los proveedores.
Desde el lanzamiento de la plataforma en 1998, todos los licenciatarios de ITV han recibido capacidad dotada en la plataforma de televisión digital terrestre. En la actualidad, las empresas pueden emitir canales adicionales y todas optan por emitir en su región ITV2, ITV3, ITV4 e ITVBe, propiedad de ITV plc. UTV y STV (antes Scottish Television y Grampian Television) emitían antes sus propios servicios - UTV2 en Irlanda del Norte y S2 en el centro y norte de Escocia - hasta 2002, cuando adoptaron los canales de ITV plc. A pesar de ello, STV obtuvo una licencia de emisión para lo que se convertiría en el canal STV2 en 2013, aunque duró poco y el canal cerró en 2018. Todas las emisoras hacen uso del múltiplex Digital 3&4, compartido con Channel 4. CITV se lanzó en marzo de 2006 (cerró en septiembre de 2023). ITV Encore se lanzó en junio de 2014 (cerrado en mayo de 2018) e ITVBe se lanzó en octubre de 2014. ITV Box Office se lanzó en febrero de 2017 (cerrado en enero de 2020).
El 13 de septiembre de 2022, ITV confirmó que durante la jornada del lunes 19 de septiembre, día del funeral de Estado por Su Majestad la Reina Isabel II, se suprimirán todos los horarios de programación en los canales digitales de ITV, emitiéndose en directo y sin interrupciones en todos los canales la cobertura principal de ITV News.  Esta fue la primera vez que ITV decidió hacer esto, con la compañía manteniendo los horarios de sus canales digitales en su mayoría como se anunció en el período previo al funeral (con algunas modificaciones para eventos deportivos cancelados en ITV4) y toda la cobertura real en su canal principal.

## Franquicias

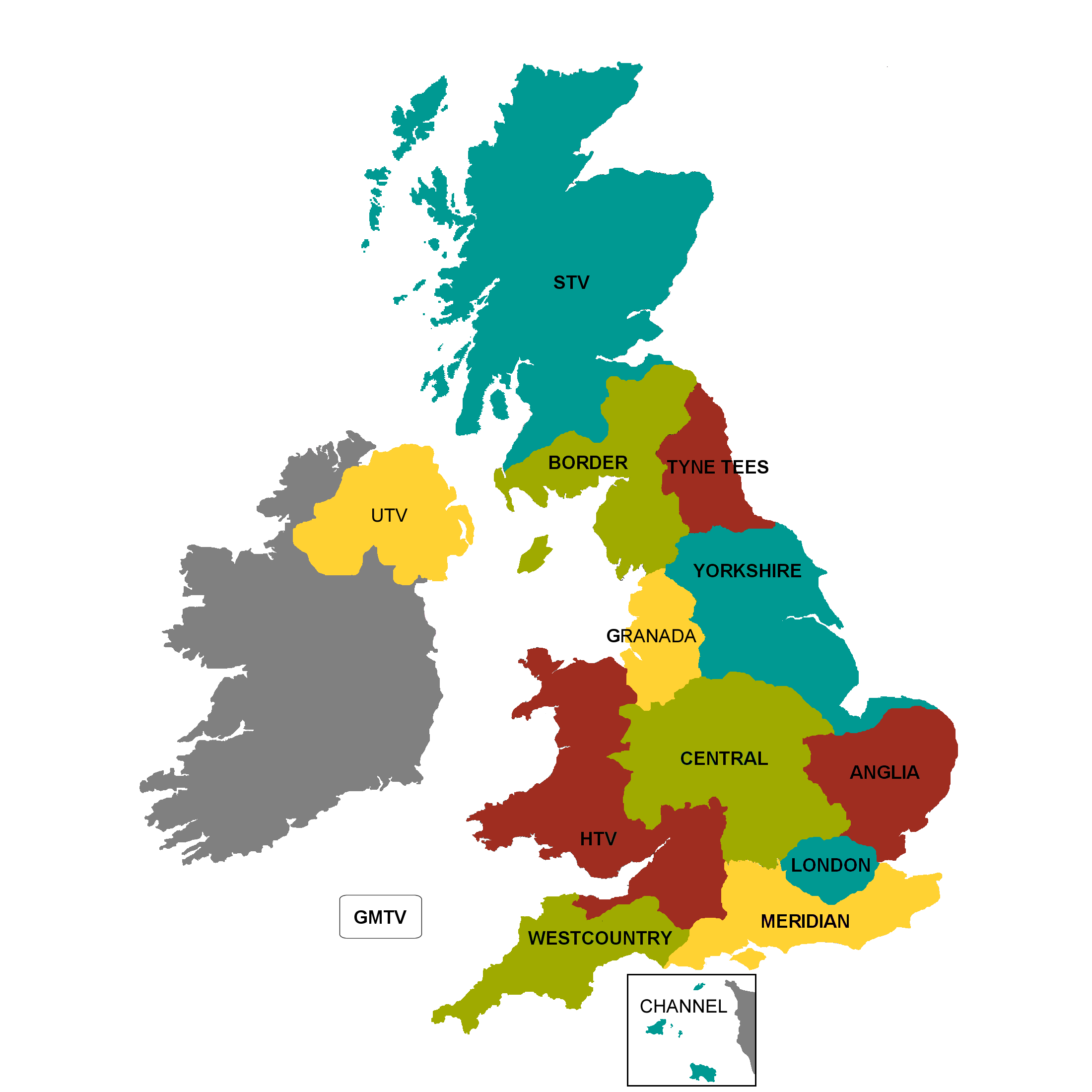
Las Regiones de la ITV

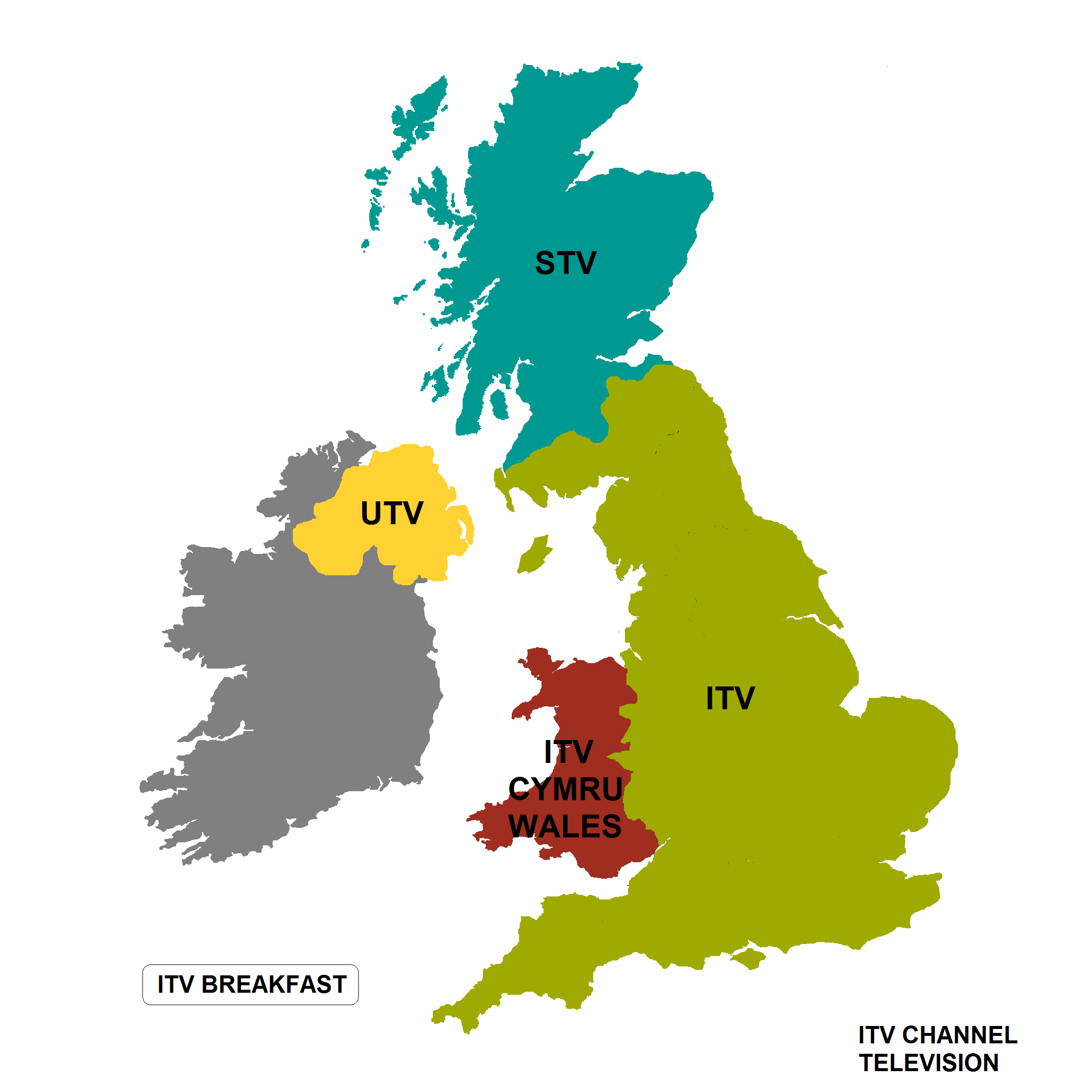
Nombres en pantalla

| Área de franquicia                    | Propietario            | Año de fundación       | Nombre                 | Nombre en pantalla     |                        |
| Franquicias regionales                | Franquicias regionales | Franquicias regionales | Franquicias regionales | Franquicias regionales | Franquicias regionales |
| ------------------------------------- | ---------------------- | ---------------------- | ---------------------- | ---------------------- | ---------------------- |
| Norte de Escocia                      | STV Group plc          | 1961                   | STV North              | STV                    |                        |
| Centro de Escocia                     | STV Group plc          | 1957                   | STV Central            | STV                    |                        |
| Irlanda del Norte                     | ITV plc                | 1959                   | UTV                    | UTV ITV                |                        |
| Islas del Canal                       | ITV plc                | 1962                   | ITV Channel Television | ITV                    |                        |
| Frontera anglo-escocesa Isla de Man   | ITV plc                | 1961                   | ITV Border             | ITV                    |                        |
| Noreste de Inglaterra                 | ITV plc                | 1958                   | ITV Tyne Tees          | ITV                    |                        |
| Yorkshire, Lincolnshire y Norfolk     | ITV plc                | 1968                   | ITV Yorkshire          | ITV                    |                        |
| Noroeste de Inglaterra                | ITV plc                | 1956                   | ITV Granada            | ITV                    |                        |
| Gales                                 | ITV plc                | 1968                   | ITV Cymru Wales        | ITV Cymru Wales        |                        |
| Midlands                              | ITV plc                | 1982                   | ITV Central            | ITV                    |                        |
| Este de Inglaterra                    | ITV plc                | 1959                   | ITV Anglia             | ITV                    |                        |
| Londres (semana)                      | ITV plc                | 2008                   | ITV London             | ITV                    |                        |
| Londres (fin de semana)               | ITV plc                | 2008                   | ITV London             | ITV                    |                        |
| Sur y Sureste de Inglaterra           | ITV plc                | 1993                   | ITV Meridian           | ITV                    |                        |
| Suroeste de Inglaterra y West Country | ITV plc                | 2008                   | ITV West Country       | ITV                    |                        |
| Franquicias nacionales                |                        |                        |                        |                        |                        |
| Servicio nacional matinal             | ITV plc                | 1993                   | ITV Breakfast          | ITV                    |                        |

## Historia

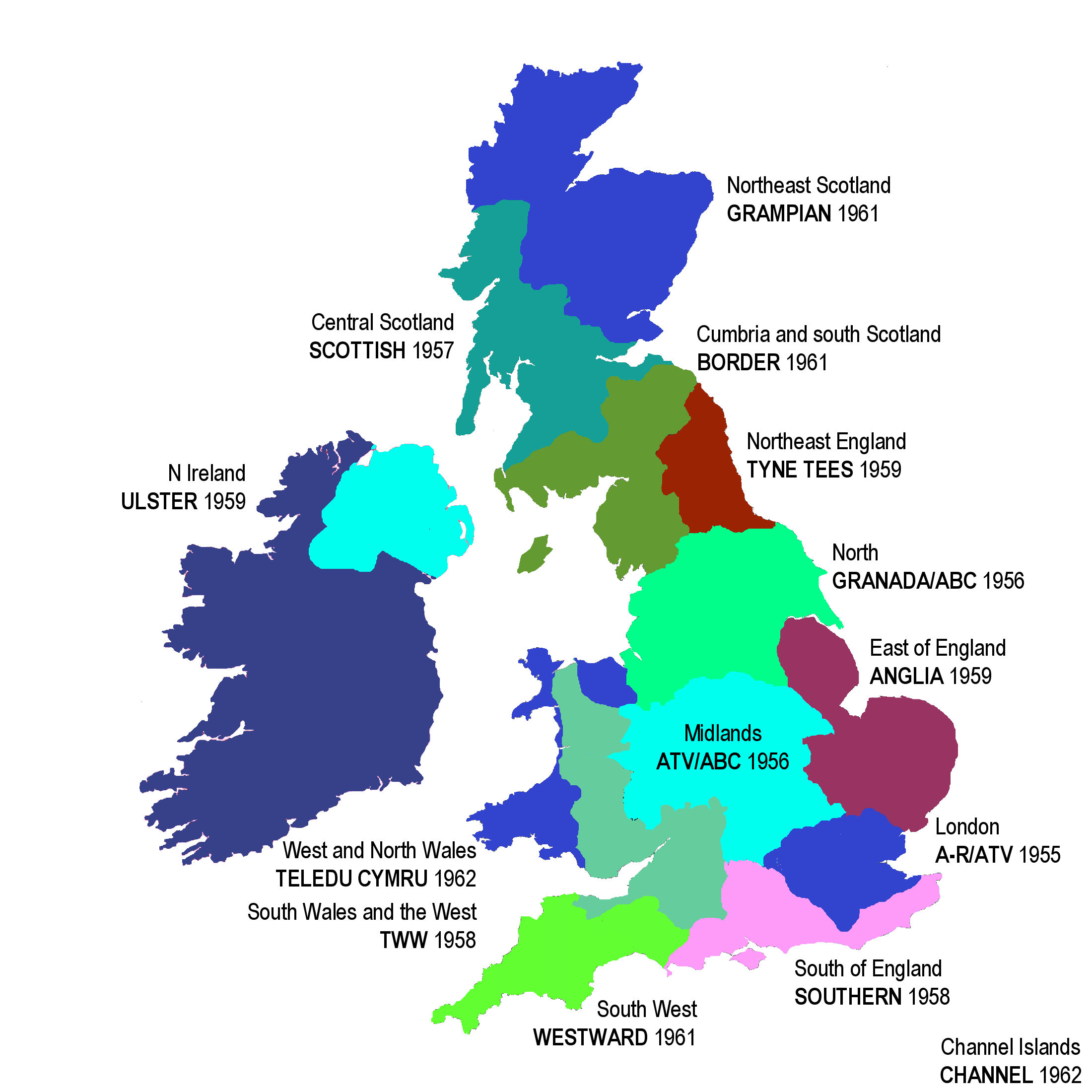
Primer mapa regional de ITV, que se completó en 1962.

Los orígenes de la ITV se remontan a la aprobación del Ley de Televisión (Television Act) de 1954, diseñada para romper el monopolio de la televisión en poder del Servicio de televisión de la BBC.  Para evitar que cualquier red comercial volviera a la naturaleza "vulgar" de las redes comerciales de Estados Unidos en el momento, el acta creó la Autoridad Independiente de Televisión (Independent Television Authority, ITA) para regular la industria y conceder franquicias. Las seis primeras franquicias se adjudicaron en 1954 a Londres, la región de Midlands y el norte de Inglaterra, con franquicias separadas para los días laborables y fines de semana. La primera franquicia de ITV que fue lanzada fue Associated-Rediffusion de Londres el 22 de septiembre de 1955, con los servicios de Midlands y los servicios del Norte lanzados en febrero y mayo de 1956 respectivamente. Después de estos lanzamientos, la ITA otorgó más licencias hasta que todo el país estaba cubierto por una estación regional, totalizando 14, con todas las estaciones puestas en marcha para 1962 y las emisiones en color empezaron el 15 de noviembre de 1969.
La red ha sido modificada en varias ocasiones a través de revisiones de franquicias que han tenido lugar en 1963, 1967, 1974, 1980 y 1991, durante las cuales las regiones de difusión han cambiado y los operadores han sido sustituidos. Solo un operador del servicio se ha declarado en quiebra, Teledu Cymru en 1963, con el resto de operadores saliendo de la red como resultado de una revisión de la franquicia. Se eliminaron los servicios de fin de semana, con la excepción de Londres, en 1964 y con los años se agregaron más servicios, incluyendo un servicio de teletexto y una franquicia nacional de programas matutinos, operando entre 6:00 y 9:25 a. m., en 1983. 

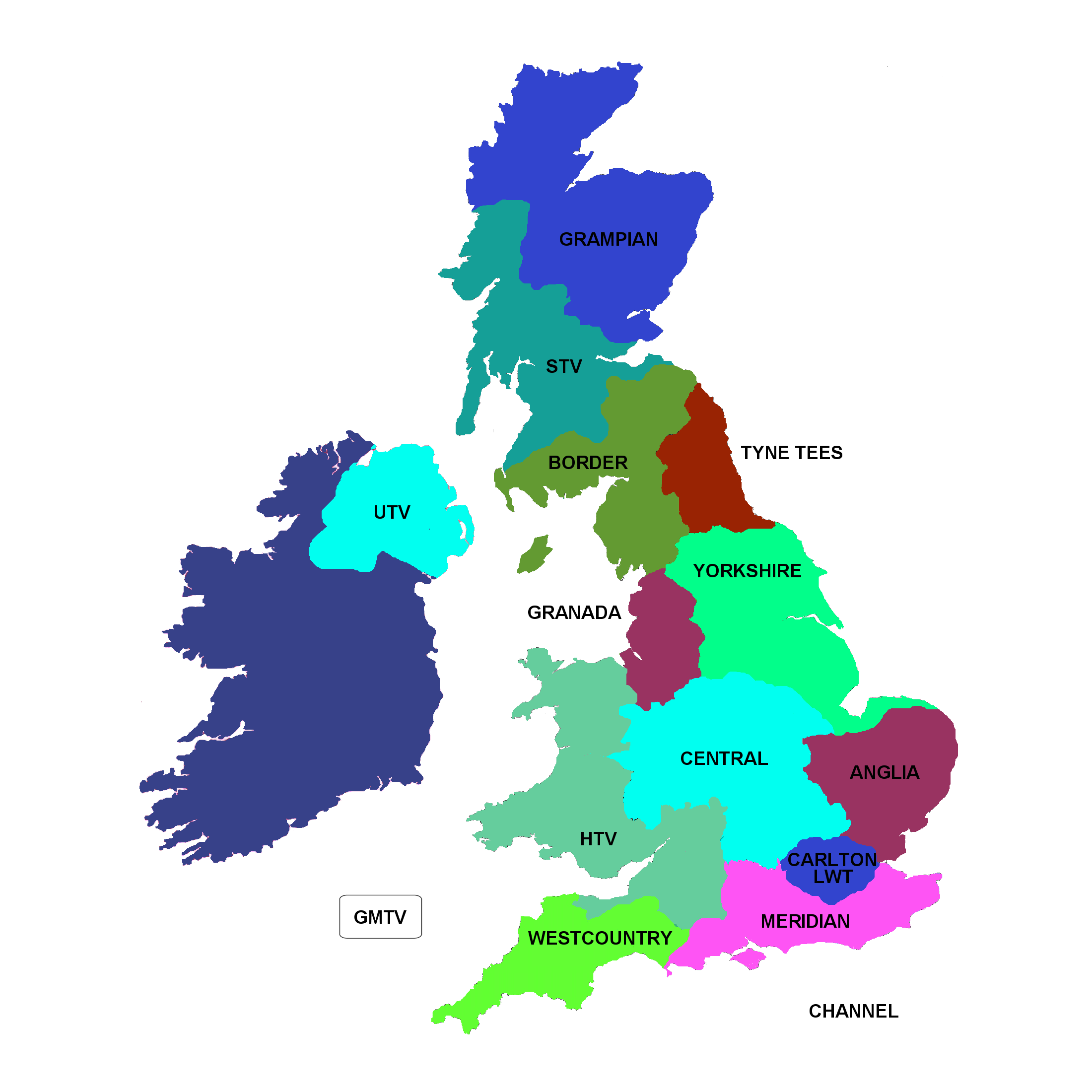
Último mapa regional de ITV, en vigor entre 1993 y 2002.

La Ley de Radiodifusión (Broadcasting Act) de 1990 cambió la naturaleza de la ITV; el ente regulador IBA fue reemplazado con un ligero regulador, la Comisión de la Televisión Independiente (Independent Television Commission ITC), y las empresas ahora podían comprar otras empresas y franquicias regionales de la ITV ahora estaban siendo otorgadas con base en una subasta al mejor postor, con algunas salvaguardias. Esta parte muy criticada de la revisión vio a cuatro operadores reemplazados y los operadores enfrentando diferentes pagos anuales al fisco: Central Televisión por ejemplo, solo pagó £ 2000, a pesar de tener una región lucrativa y grande porque estaban sin oposición, mientras que Yorkshire Television pagó £ 37.7 millones para una región del mismo tamaño y estatus debido a la fuerte competencia.
Tras los cambios de 1993, ITV como una red comenzó a consolidarse con varias compañías que intentaban ahorrar dinero mediante el cese de la duplicación de los servicios presentes cuando todas eran empresas separadas. Para 2004, ITV era propiedad de cinco compañías de las cuales dos, Carlton y Granada se habían convertido en grandes jugadores poseyendo entre los dos todas las franquicias en Inglaterra, Gales, la frontera sur de Escocia y la Isla de Man. Ese mismo año, los dos se combinaron para formar ITV plc con la única adquisición posterior siendo la toma de Channel Television, la franquicia de las Islas del Canal, en 2011.

### Cronología
| Región o servicio nacional de la ITV              | Años de operación |
| Norte de Escocia                                  | Grampian Television (1961-2016), STV (desde 2006) |
| Escocia central                                   | STV (desde 1957) |
| Irlanda del Norte                                 | UTV (desde 1959) |
| Frontera entre Inglaterra y Escocia / Isla de Man | Border Television (1961-2002), ITV1 (2002-2013), ITV (desde 2013) |
| Noreste de Inglaterra                             | Tyne Tees Television (1959-2002), ITV1 (2002-2013), ITV (desde 2013) |
| Noroeste de Inglaterra                            | Granada Television (de lunes a viernes) y ABC Television (fines de semana) (1956-1968), Granada Television (1968-2002), ITV1 (2002-2013), ITV (desde 2013)                                                             |
| Yorkshire                                         | Yorkshire Television (1968-2002), ITV1 (2002-2013), ITV (desde 2013) |
| Yorkshire oriental / Lincolnshire                 | Anglia Television (1959-1974), Yorkshire Television (1974-2002), ITV1 (2002-2013), ITV (desde 2013) |
| Anglia oriental                                   | Anglia Television (1959-2002), ITV1 (2002-2013), ITV (desde 2013) |
| Norte y oeste de Gales                            | Teledu Cymru (1962-1964), Television Wales and the West (TWW) (1964-1968), HTV (1968-2002), ITV1 (2002-2013), ITV (desde 2013)                                                                                         |
| Sur de Gales / oeste de Inglaterra                | Television Wales and the West (TWW) (1958-1968), HTV (1968-2002), ITV1 (2002-2013), ITV (desde 2013) |
| Midlands                                          | Associated Television (ATV) (de lunes a viernes) y ABC Television (fines de semana) (1956-1968), Associated Television (ATV) (1968-1982), Central Television (Carlton) (1982-2002), ITV1 (2002-2013), ITV (desde 2013) |
| Suroeste de Inglaterra                            | Westward Television (1961-1982), Television South West (TSW) (1982-1993), Westcountry (Carlton) (1993-2002), ITV1 (2002-2013), ITV (desde 2013)                                                                        |
| Londres (de lunes a viernes)                      | Associated-Rediffusion (1955-1968), Thames Television (1968-1993), Carlton Television (1993-2002), ITV1 (2002-2013), ITV (desde 2013)                                                                                  |
| Londres (fines de semana)                         | Associated Television (ATV) (1955-1968), London Weekend Television (1968-2002), ITV1 (2002-2013), ITV (desde 2013) |
| Sur de Inglaterra                                 | Southern Television (1958-1982), Television South (TVS) (1982-1993), Meridian Broadcasting (1993-2002), ITV1 (2002-2013), ITV (desde 2013)                                                                             |
| Islas del Canal                                   | Channel Television (1962-2013), ITV (desde 2013) |
| Programación matutina                             | TV-am (1983-1993), GMTV (1993-2011), ITV Breakfast (desde 2011) |
| Teletexto                                         | ORACLE (1978-1993), Teletext Ltd. (1993-2011) |

## Logotipos

1989-1998
1998-2006
2005-2013